# Лаганади
Лагана̀ди (на италиански: Laganadi, на местен диалект Lacanàdi, Лаканади) е село и община в Южна Италия, провинция Реджо Калабрия, регион Калабрия. Разположено е на 499 m надморска височина. Населението на общината е 406 души (към 2012 г.).